# アメリカ海軍広域海上監視システム
アメリカ海軍広域海上監視システム (Naval Ocean Surveillance System ; NOSS)は、1970年代の始めから、アメリカ海軍のためにエリント (Electronic intelligence ； ELINT)活動を実施して来た、一つあるいは複数のシギント (SIGINT ； Signals intelligence ； 信号諜報)偵察衛星システムである。

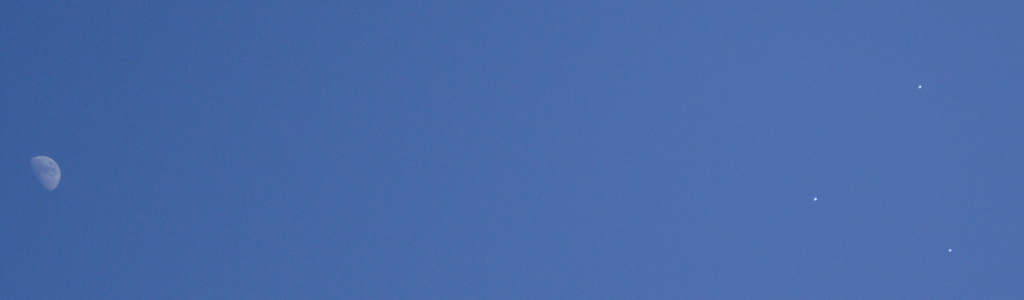
NOSS トリプレット(右の3角形)が月の近くを通過。地上から見るとトリプレットは月の視角よりかなり大きいことに注意。

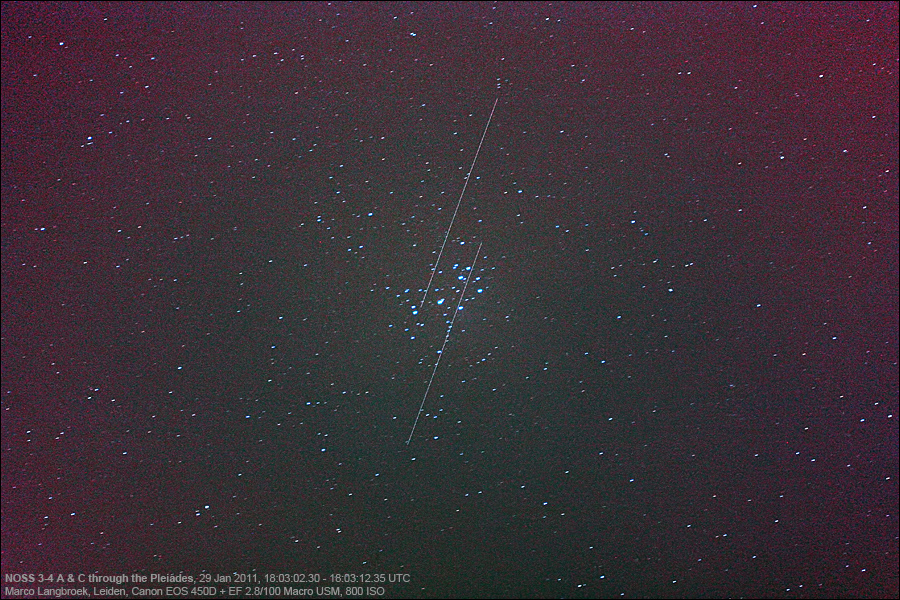
NOSS 3-4 ペア (2007-027A & C) がプレアデス星団を横断中。写真の露光は10秒で、衛星は画面の上から下に向かって A衛星(下側の線)が先行で運動している。

## 名称
このシステムの存在および正式名称は、米国政府から公表されたことはなく、NOSS という名称は何らかの漏れ情報、伝聞情報に基づいて民間の軍事アナリストやアマチュア観測者達が便宜的につけた通称の一つである。
この他にも White Cloud、PARCAE、Classic Wizard、
SB-WASS、RANGER など多数の通称が知られており (後述)、この中に実際のプロジェクト名に近いものが存在する可能性がある。
2013年8月30日にワシントン・ポスト紙は、エドワード・スノーデンがリークした資料の中に含まれていた米国政府の「国家諜報プログラム - 2013会計年度予算議会説明書」(National Intelligence Program - FY 2013 Congressional Budget Justification) から、今まで謎に包まれていた米国の諜報活動に関する新たな事実が判明したと報じた

。
この資料の中には複数のスパイ衛星の名称が記述されており、NOSS 3 (後述) に該当する衛星の正式名称は INTRUDER であることが明らかになった

。
NOSS 1 および NOSS 2 の正式名称については、この資料の中にはヒントとなる情報は含まれていない。
このリーク資料の一部はCryptomeで閲覧可能である

。

## 技術的概要
このシステムはアメリカ海軍により運用され、冷戦下においては、その主要な目的は、ソ連艦隊の戦術的位置測定であった。NOSS衛星は、単独の衛星ではなく、ほぼ同じ低軌道(low Earth orbit ； LEO)上を、60kmから100km離れて飛ぶ3つの衛星が衛星コンステレーションとして1つの組（トリプレット）を作って、海上の船舶からの無線送信波(特にレーダー送信波)の探知を行う。これは3つの衛星への電波到着時刻差 (Time Difference Of Arrival)から、送信源の位置を割り出すためと言われている  。なお、この特徴的なトリプレットの配置は、上の写真でもわかるように地上から非常に発見しやすく、秘匿性が非常に高いシステムであるにもかかわらず、その存在と運用状況の一部がアマチュア観測者などに広く知られる最大の原因となっている。
NOSS衛星の代表的な軌道は、高度約1100km、軌道傾斜角63.4度のほぼ円軌道で、周回周期は約107分である。現時点でも、4組以上のNOSSが異なる軌道上に配備され(NOSS 3衛星が全て稼働中であるなら8組以上)、地球の海上全域の常時監視を実施していると考えられている 。
なお、本システムによって生成された情報は、JICやCVICなどのインテリジェンス・センターにより加工されたのち、統合同軸報送信サービスによって各部隊に配信される。

## 沿革

### 試験衛星からNOSS 2まで
NOSSの先駆となるのは、1962年から1971年にかけて打上げられたポピー (Poppy) 衛星である。1971年に打上げられたポピー7号では、衛星トリプレットが展開されている。これらは NOSSの試験衛星と考えられている。
1976年から1987年にかけてアトラスロケットにより打上げられた一連の実用NOSS衛星のシリーズをアマチュア観測者達などは便宜的に NOSS 1 と呼んでいる。
前述の通称のうち White Cloud、PARCAE、Classic Wizard は NOSS 1 と同義と考えられる。
その後約3年のブランクの後に、1990年から1996年にかけてタイタンロケットにより打上げられた NOSS 1 より明らかに大型のNOSS衛星のシリーズをアマチュア観測者達などは便宜的に NOSS 2 と呼んでいる 。 前述の通称のうち SB-WASS (Space Based Wide Area Surveillance System) および RANGER は NOSS 2 と同義と考えられる。

### NOSS 3 (INTRUDER)
NOSS 2 の最後のトリプレット打上げから約5年のブランクの後に、2001年9月から、新型のNOSS衛星が打ち上げられており、アマチュア観測者達などはこれを便宜的に NOSS 3 と呼んでいたが、前述のとおり2013年のエドワード・スノーデンによるリーク情報から、このシリーズの衛星の正式名称は INTRUDER であることが明らかになっている。
特にリーク資料「国家諜報プログラム - 2013会計年度予算議会説明書」中の予算一覧表の低高度シギント衛星(SIGINT Low)の項(p168)では、「INTRUDER 5/6」という名称の衛星の予算は2012会計年度で終了予定であるが、これはこの資料が作成された時点(2012年2月)で、2012会計年度(2011年10月から2012年9月)中に打上げが行われる予定であったことを意味すると推定される。また、「INTRUDER 7/8」という名称の衛星の予算は2013会計年度でも継続しているが、これは2013会計年度以降に打上げが行われる予定であったことを意味すると推定される。実際には、NOSS 3-6 は2012年9月13日に打上げられており、この次の NOSS 3-7 の打上げは、かなり間隔を置いて2015年10月8日であった。これから、NOSS 3-6 が INTRUDER 6 に該当し、NOSS 3-7 が INTRUDER 7 に該当する、つまり アマチュア観測家などがつけていた NOSS 3 の機番は、INTRUDER の機番を正しく反映していたと考えれば辻褄が合うと思われる。
この INTRUDER衛星の著しい特徴は、今までの NOSS の特徴であった3つ組み衛星ではなく、ペアの衛星が少し離れて、ほぼ同じ軌道上を飛ぶということである 。これは技術の進歩により、ドップラーシフトを用いて、海上のターゲットの位置のアンビギュイティーを解決することが可能になったためではないかと考えられる。
NOSS 3 の打上げに用いられるロケットは主に アトラスV 401構成 (フェアリング直径4m、補助ロケットブースター無し、第2段セントールロケット・シングルエンジン)であり、このロケットの低軌道(LEO)へのペイロード打上げ能力は約10トンである。従って、NOSS 3 衛星1基の質量は約5トンということになる。
INTRUDER衛星間の距離は、例えば INTRUDER 8 A, B 衛星間の距離は、公開されている TLEからの計算によれば、約50kmである。

### NOSS 4 の可能性のある新規衛星

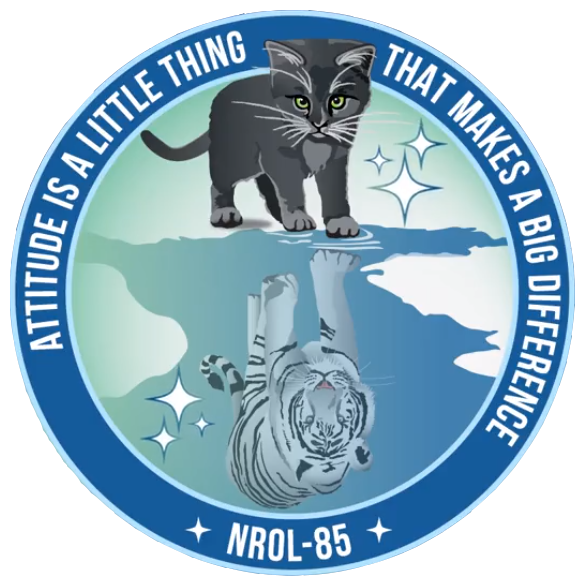
USA-327 (NROL-85) のミッションパッチ。NROの公式ツイートによれば、3つの星は「導き」、「防御」、「忠誠」を表す。猫は(恐らく)NRO自身を表し、その反映の虎は、NROの大変身への決意を表す。

2017年3月1日の NOSS 3-8 (INTRUDER 8) ペアの打上げから約5年のブランクの後に、2022年4月17日に、ヴァンデンバーグ空軍基地から Falcon 9 Block 5 ロケットを用いて、機密衛星 USA-327 (NRO所属、NROL-85) が打ち上げられ、従来の NOSS 衛星の典型的な軌道である、近地点高度 1008 km、遠地点高度 1207 km、軌道傾斜角 63.4°の軌道に投入されたことがアマチュア観測者の打上げ約7時間後の観測で確認されたが、衛星は1基であり、2基目の衛星は見い出せなかった。
アマチュア観測者達などは最初この衛星を NOSS 3-9 (INTRUDER 9) と考えていたが、その後の観測でも2基目の衛星は見い出せず、この衛星は単独衛星であり、NOSS 3 のようなペア衛星ではないことが明らかになった。今回の Falcon 9 Block 5 の打上げでは、第一段ロケットを回収する方式が取られたので
、低軌道(LEO)へのペイロード打上げ能力は最大16.25トンであった。USA-327 が真に単独衛星であるなら、1基でこの程度の質量を持つことになるが、これは推定される NOSS 3 衛星1基の質量の3倍以上であり、かなり大質量の衛星であることになる。
USA-327 は単独衛星ではあるが、従来の NOSS 衛星の典型的な軌道に入っていることから、用途は従来の NOSS 衛星と同様の軍艦の位置特定用のELINT衛星であるか、少なくともこれと密接な関係を持った衛星であることは間違いないと考えられる。
この衛星が単独衛星である理由としては、現時点では次のような仮説が考えられる。
(1) 本来は従来の NOSS 3 と同様のペア衛星であったが、1基は軌道投入に失敗して結果的に単独衛星となった。ただし、NOSS シリーズの失敗事例は、1980年12月9日の NOSS 1 の失敗1件のみであり、米国の衛星技術から考えても、この可能性はごく小さいと考えられる。
(2) 従来の NOSS 衛星と同様の軍艦の位置特定用のELINT衛星であるが、技術の進歩により単独衛星での位置測定が可能となった。例えば、他の軌道を飛ぶ同様の衛星と、水素メーザー原子時計を用いて厳密に時刻同期を行い、TDOA観測を行う。この場合、この衛星単独ではTDOA観測は行えないので、同様の衛星が別に打ち上げられると予測される。しかし、機能が高度になったために、USA-327 は従来の NOSS 3衛星の3倍以上の質量が必要になったとするのは無理があるだろう。
(3) 従来の NOSS 衛星と同様の軍艦の位置特定用のELINT衛星であり、実際にはペア(あるいはトリプレット)衛星であるが、技術の進歩により観測の基線長を短くできるため(例えば数百メートル)、2つ(あるいは3つ)に分離して見えていない。テザーなどを介して連結している可能性もある。あるいは、現在は単独であるが、今後2基以上に分離する。この仮説は  USA-327 が従来の NOSS 3衛星の3倍以上の質量であることを、かなりうまく説明できる。
(4) これ自身は ELINT衛星ではなく、NOSS衛星を中国などのキラー衛星の攻撃から防御する戦闘衛星であるか、または、NOSS衛星と用途、軌道が競合する中国の遥感衛星を攻撃するためのキラー衛星である。この場合、攻撃対象の衛星に接近するためには大規模なマニューバーが必要であり、そのために大量の燃料を消費することになる。USA-327 が従来の NOSS 3衛星の3倍以上の質量である理由は、大量の燃料を搭載しているためと考えれば辻褄は合う。
(2)または(3)の場合、この衛星は  NOSS 3 (INTRUDER) とは異なる、NOSS 4 の初号機ということになる。
2025年3月24日に、USA-327 と同型と考えられる機密衛星 USA-498 (NRO所属、NROL-69) が、ケープカナベラル宇宙軍施設(CCSFS)から Falcon 9 Block 5 ロケットを用いて打ち上げられた。この衛星もUSA-327 と同じくペア衛星が確認できず、単独衛星であると考えられている。
USA-327 と USA-498 は、現在共に近地点高度 1100 km、遠地点高度 1100 km、軌道傾斜角 63.4°のNOSS衛星の典型的な軌道に落ち着いている。

## 打上記録
NOSS衛星の1グループは、1基の打上ロケットで同時に打上げられ、NOSS 1 では MSD (Multiple Satellite Dispenser)、NOSS 2 では TLD (Titan Launch Dispenser) と呼ばれるMIRV弾道ミサイルのポストブースト・ヴィークルに似た、最上段ロケットにより軌道上にリリースされている 。
なお、下表中の NOSS 2-1 などは1つの衛星ではなくグループを指す。
ケープカナベラル空軍基地（Cape Canaveral AFS； フロリダ州ケープカナベラル）から打上げられた、NOSS 2-1 、NOSS 3-3、 NOSS 3-4、 NOSS 4-2(推定)を除いて、他は、ポピー7号を含め、全てヴァンデンバーグ空軍基地 （Vandenberg AFB ； カリフォルニア州サンタバーバラ郡）から打上げられている。
| 名称(通称)          | USA(OPS)番号 NROL番号 COSPAR ID                         | 打上げ日   | 打上げ ロケット          | 打上げ サイト | 近点高度 遠点高度 軌道傾斜角 |          |          |
| 試験衛星            | 試験衛星                                                | 試験衛星   | 試験衛星                 | 試験衛星      | 試験衛星                     | 試験衛星 | 試験衛星 |
| ------------------- | ------------------------------------------------------- | ---------- | ------------------------ | ------------- | ---------------------------- | -------- | -------- |
| Poppy 7             | OPS 7898 NRL PL 171, 172,173,174 N/A 1971-110A ,C,D,E   | 1971-12-14 | ソー・アジェナ D SLV     | VAFB          | 983 km 999 km 70.0°          |          |          |
| 第1世代衛星         |                                                         |            |                          |               |                              |          |          |
| NOSS 1-1            | OPS 6431 N/A 1976-038A ,C,D,J                           | 1976-04-30 | アトラス F               | VAFB SLC-3W   | 1092 km 1128 km 63.5°        |          |          |
| NOSS 1-2            | OPS 8781 N/A 1977-112A ,D,E,F                           | 1977-12-8  | アトラス F               | VAFB SLC-3W   | 1054 km 1169 km 63.4°        |          |          |
| NOSS 1-3            | OPS 7245 N/A 1980-019A ,C,D,G                           | 1980-03-03 | アトラス F               | VAFB SLC-3W   | 1035 km 1150 km 63.0°        |          |          |
| NOSS 1-- (打上失敗) | OPS 3255 N/A 1980-U01                                   | 1980-12-09 | アトラス F               | VAFB SLC-3W   | ---                          |          |          |
| NOSS 1-4            | OPS 0252 N/A 1983-008A ,E,F,H                           | 1983-02-09 | アトラス H               | VAFB SLC-3E   | 1063 km 1186 km 63.4°        |          |          |
| NOSS 1-5            | OPS 6432 N/A 1983-056A ,C,D,G                           | 1983-06-09 | アトラス H               | VAFB SLC-3E   | 851 km 1363 km 63.4°         |          |          |
| NOSS 1-6            | OPS 8737 N/A 1984-012A ,C,D,F                           | 1984-02-05 | アトラス H               | VAFB SLC-3E   | 1052 km 1172 km 63.4°        |          |          |
| NOSS 1-7            | USA-15, USA-16, USA-17, USA-18 N/A 1986-014A ,E,F,H     | 1986-02-09 | アトラス H               | VAFB SLC-3E   | 1049 km 1166 km 63.0°        |          |          |
| NOSS 1-8            | USA-22, USA-23, USA-24, USA-26 N/A 1987-043A ,E,F,H     | 1987-05-15 | アトラス H               | VAFB SLC-3E   | 1045 km 1179 km 62.9°        |          |          |
| 第2世代衛星         |                                                         |            |                          |               |                              |          |          |
| NOSS 2-1            | USA-59, USA-60, USA-61, USA-62 N/A 1990-050C ,D,E       | 1990-06-08 | タイタンIV(401)A         | CCAF SLC-41   | 1071 km 1146 km 63.4°        |          |          |
| NOSS 2-2            | USA-72, USA-74, USA-76, USA-77 N/A 1991-076A ,C,D,E     | 1991-11-08 | タイタンIV(401)A         | VAFB SLC-4E   | 1052 km 1164 km 63.4°        |          |          |
| NOSS 2-- (打上失敗) | Unnamed N/A 1980-U01                                    | 1993-08-02 | タイタンIV(401)A         | VAFB SLC-3W   | ---                          |          |          |
| NOSS 2-3            | USA-119, USA-120, USA-121, USA-122 N/A 1996-029A ,B,C,D | 1996-05-12 | タイタンIV(401)A         | VAFB SLC-4E   | 1050 km 1166 km 63.4°        |          |          |
| 第3世代衛星         |                                                         |            |                          |               |                              |          |          |
| NOSS 3-1 INTRUDER 1 | USA-160 NROL-13 2001-040A ,C                            | 2001-09-08 | アトラスIIAS             | VAFB SLC-3E   | 1100 km 63.0°                |          |          |
| NOSS 3-2 INTRUDER 2 | USA-173 NROL-18 2003-054A ,C                            | 2003-12-02 | アトラスIIAS             | VAFB SLC-3E   | 1013 km 1200 km 63.4°        |          |          |
| NOSS 3-3 INTRUDER 3 | USA-181 NROL-23 2005-004A ,C                            | 2005-02-03 | アトラスIIIB /セントール | CCAF SLC-36B  | 1011 km 1209 km 63.4°        |          |          |
| NOSS 3-4 INTRUDER 4 | USA-194 NROL-30 2007-027A ,C                            | 2007-02-12 | アトラスV 401            | CCAF SLC-41   | 1053 km 1163 km 63.4°        |          |          |
| NOSS 3-5 INTRUDER 5 | USA-229 NROL-34 2011-014A ,B                            | 2011-04-15 | アトラスV 411            | VAFB SLC-3E   | 1014 km 1207 km 63.4°        |          |          |
| NOSS 3-6 INTRUDER 6 | USA-238 NROL-36 2012-048A ,P                            | 2012-09-13 | アトラスV 401            | VAFB SLC-3E   | 1056 km 1158 km 63.4°        |          |          |
| NOSS 3-7 INTRUDER 7 | USA-264 NROL-55 2015-058A ,R                            | 2015-10-08 | アトラスV 401            | VAFB SLC-3E   | 1013 km 1201 km 63.4°        |          |          |
| NOSS 3-8 INTRUDER 8 | USA-274 NROL-79 2017-011A ,B                            | 2017-03-01 | アトラスV 401            | VAFB SLC-3E   | 1010 km 1204 km 63.46°       |          |          |
| 第4世代衛星(推定)   |                                                         |            |                          |               |                              |          |          |
| NOSS 4-1            | USA-327 NROL-85 2022-040A                               | 2022-04-17 | ファルコン9(Block 5)     | VAFB SLC-4E   | 1100 km 63.4°                |          |          |
| NOSS 4-2            | USA-498 NROL-69 2025-060A                               | 2024-03-24 | ファルコン9(Block 5)     | CCSFS SLC-40  | 1100 km 63.4°                |          |          |

CCAFS：ケープカナベラル宇宙軍施設

SLC-36:ケープカナベラル空軍基地第36発射施設

SLC-41:ケープカナベラル空軍基地第41発射施設

VAFB：ヴァンデンバーグ空軍基地

SLC-3:ヴァンデンバーグ空軍基地第3発射施設

SLC-4:ヴァンデンバーグ空軍基地第4発射施設

SLC-6:ヴァンデンバーグ空軍基地第6発射施設

データ出典： NOSS - astronautix.com 、Jonathan's Space Report No. 163 、NROL-34: NOSS 3-5 elements - Visual Satellite Observer's Home Page

## 中国の類似システム
中華人民共和国の偵察衛星シリーズである遥感(Yaogan)衛星シリーズは、2006年4月から2021年3月までに70基以上が打上げられているが、この内、下表に示す16組の衛星グループは、NOSS 1、NOSS 2衛星と同様に1基のロケットで同時に打上げられた3つ組衛星である。
これらのうち、周回高度、軌道傾斜角が NOSS 1、NOSS 2、NOSS 3 とほぼ同じ約1100km、63.4度の9グループは、中国政府から用途は公表されていないが、NOSS衛星と同じく、船舶の位置を特定し、動静を監視するためのELINT衛星ではないかと考えられている。これ以外の高度約605km、軌道傾斜角35度の7グループ(遥感30号グループ)についても、ELINT衛星である可能性が高いが、不明な点が多い。